# Fenoliga
Fenoliga o scoglio Felonega (in croato Fenoliga) è un isolotto disabitato della Croazia, situato all'estremità sudoccidentale dell'Istria, a sud Pola.
Amministrativamente appartiene alla città di Medolino, nella regione istriana.

## Geografia
Fenoliga si trova poco più di 1,7 km a ovest di capo Promontore. Nel punto più ravvicinato dista 245 m da punta Chersine (rt Kršine) e poco più di 1,1 km dallo scoglio Porer.
Fenoliga è un isolotto ovale, con una piccola insenatura al centro della costa sudorientale. Misura 300 m di lunghezza e 135 m di larghezza massima. Ha una superficie di 0,025 km² e uno sviluppo costiero di 0,614 km. Al centro, raggiunge un'elevazione massima di 6 m s.l.m.
Sull'isola sono state rinvenute 146 impronte di dinosauri di tre specie differenti (due sauropodi e un teropode).

### Isole adiacenti
- scoglio Porer (Porer), scoglio ovale a sudovest di Fenoliga.

### Cartografia
- (HR) Mappa topografica della Croazia 1:25000, su preglednik.arkod.hr.